# Großer Winterberg (Harz)
Der Große Winterberg ist eine 906,4 m ü. NHN hohe Nebenkuppe des im benachbarten Niedersachsen gelegenen Wurmbergs im Mittelgebirge Harz (Hochharz). Er liegt bei Schierke im sachsen-anhaltischen Landkreis Harz.

## Geographische Lage
Der Große Winterberg erhebt sich im Naturpark Harz/Sachsen-Anhalt und im Nationalpark Harz direkt nordöstlich der Grenze zu Niedersachsen. Sein Gipfel liegt etwa 2,5 km westsüdwestlich des zur Stadt Wernigerode gehörenden Dorfs Schierke. Nach Nordnordwesten fällt die Landschaft in das Tal der Kalten Bode ab, jenseits davon erhebt sich der Brocken (1141,1 m), dem der westliche Königsberg (1033,5 m) und die östliche Heinrichshöhe (ca. 1045 m) vorgelagert sind. Nordöstlich bis ostnordöstlich erhebt sich jenseits des an der Kalten Bode gelegenen Schierke der Hohnekamm (900,6 m; mit Hohneklippen). Im Südosten schließt sich der Kleine Winterberg (837 m) an. Im Südwesten leitet die Landschaft zum jenseits der Landesgrenze gelegenen Wurmberg über. Über den Berg verläuft das Grüne Band Deutschland, dem der Harzer Grenzweg folgt.

## Wintersportgebiet
Im Rahmen des in Planung befindlichen Konzepts Wurmberg 2015 soll im Bereich zwischen Großem und Kleinem Winterberg sowie Wurmberg in Richtung des Dorfs Schierke eine Liftanlage oder Gondelbahn mit vier neuen, künstlich beschneibaren Abfahrten entstehen. Geplant sind zudem „mystische Wanderwege“, eine Rollerstrecke, ein Speicherteich als Reservoir für die Beschneiung, sowie weitere Attraktionen, wie ein mit Helium befüllter Fesselballon mit 23 m Durchmesser und einer maximalen Aufstiegshöhe von 150 bis 300 m. Für die Pisten müssten mehr als 40 ha Fichtenwald gerodet werden. Im Bereich des Großen Winterbergs wären besonders geschützte Biotope, unter anderem Magerrasen, ein Feuchtgebiet und ein Fließgewässer unmittelbar betroffen, sowie weitere geschützte Biotope wie Trockenheide und ein Wollreitgras-Fichtenbestand in der Nähe. Am Berg betroffene Vogelarten wären Tannenhäher, Schwarzspecht und Baumpieper sowie in seiner Umgebung Sperlings- und Raufußkauz sowie Ringdrossel. Die Planungen erfordern umfängliche gesetzlich geforderte Kompensationsmaßnahmen.